# ショットガン・メッセンジャー
ショットガン・メッセンジャー（英語：Shotgun messenger）は、18世紀後半から20世紀初めのアメリカ西部における、民間の「エクスプレス・メッセンジャー（特急配達業者）」兼警備員である。
1860年、ウェルズ・ファーゴがカリフォルニアからの駅馬車の貴重品箱を強盗から守る為人を募った。18～24インチの12、10ゲージの水平二連ショットガンを雇われた男達は持たされた。鉄道の荷物の護衛も彼らはした。ロバート・ポール（Robert H. Paul）もその一人だった。
駅馬車のショットガン・メッセンジャーは、通常、馬車の運転台に、御者（右手で車輪ブレーキを操作するため、右側に座っていた）の左側に座った。1880年代のアメリカ西部において、で御者だけが乗った駅馬車は貴重品箱を積んでいない事実を示し、アウトローはあまり狙わなかった。
彼等の持たされたショットガンが「コーチ・ガン（Coach gun）」と呼ばれるようになる。現在でもアメリカでライチョウや兎の狩猟、護身用武器、CASで使っている。
「ガンスリンガー（gunslinger）」同様西部開拓時代のアメリカを題材としたフィクション、1905年のアルフレッド・ヘンリー・ルイス『The Sunset Trail』以降で使われる「ライディング・ショットガン（riding shotgun）」という言葉は、駅馬車に乗る用心棒のショットガンを持った男のみを意味する。
人気があったテレビドラマ『Gunsmoke』で使用された1954年頃までには自動車にも使われるようになった、「コーリング・ショットガン（calling shotgun）」も参照。